# Star Trek (serie televisiva)
Star Trek, anche nota nel fandom con l'acronimo TOS (in inglese The Original Series, "La serie originale"), è una serie televisiva statunitense di fantascienza ideata da Gene Roddenberry nel 1964 e prodotta a partire dal 1966. È l'opera prima che dà vita al franchise di Star Trek e alla quale hanno fatto seguito altre serie televisive, film e opere letterarie. Per distinguerla all'interno del franchise, la serie è stata successivamente denominata Star Trek: The Original Series e in italiano Star Trek - La serie classica o Star Trek - La serie originale.
La serie ha avuto due episodi pilota, Lo zoo di Talos (The Cage) e Oltre la galassia (Where No Man Has Gone Before).
Girata con un budget limitato, ha tra i suoi sceneggiatori alcuni scrittori divenuti celebri, tra i quali Theodore Sturgeon, Robert Bloch e Richard Matheson. Grazie alla filosofia e alle intuizioni del suo produttore Gene Roddenberry, si presenta estremamente moderna e innovativa nei contenuti, da un punto di vista sociale e tecnologico.
La serie non ha riscosso da subito un grande successo di pubblico: solo in seguito, anche grazie alla passione dei fan, è divenuta un cult e un fenomeno di costume, oggetto (assieme alle serie successive) del fandom più esteso a livello mondiale che si conosca.

## Trama
(Intro in tutti gli episodi)
La serie è ambientata tra gli anni 2266 e 2269, in un ipotetico futuro in cui gli umani si sono riuniti nel governo mondiale della Terra Unita e sono entrati in contatto con altre forme di vita senzienti della Via Lattea, arrivando a promuovere con essi la nascita della Federazione dei Pianeti Uniti.
La serie narra le avventure della nave stellare federale della Flotta Stellare USS Enterprise NCC-1701 e del suo equipaggio, nella sua missione quinquennale di esplorazione nel cosmo alla ricerca di nuove forme di vita e di nuove civiltà, "per arrivare spavaldamente là dove nessun uomo è mai giunto prima" (in inglese To boldly go where no man has gone before).
Principali protagonisti della serie sono il capitano dell'Enterprise James T. Kirk, il suo primo comandante e ufficiale scientifico vulcaniano Spock e il medico di bordo, Leonard "Bones" McCoy. Al loro fianco l'ingegnere capo Montgomery Scott detto "Scotty", l'ufficiale di plancia addetta alle comunicazioni Uhura, il timoniere Hikaru Sulu e il navigatore Pavel Chekov.

## Episodi
Non esiste un ordine canonico delle uscite, principalmente a causa del fatto che nelle produzioni televisive statunitensi dell'epoca la serialità e l'ordine cronologico erano importanti solo per le serie a puntate come le soap opera, e non per quelle a episodi che, quindi, nel caso di Star Trek possono essere ordinati secondo tre criteri: due oggettivi, quello cronologico di produzione e quello di prima messa in onda su NBC, e uno inferito, ovvero quello basato sulla data stellare citata in ogni episodio.
| Stagione         | Episodi | Prima TV originale | Prima TV Italia |
| ---------------- | ------- | ------------------ | --------------- |
| Prima stagione   | 30      | 1966-1967          | 1979-1981       |
| Seconda stagione | 26      | 1967-1968          | 1979-1981       |
| Terza stagione   | 24      | 1968-1969          | 1979-1981       |

## Personaggi e interpreti
- James T. Kirk, interpretato da William Shatner (stagioni 1-3), doppiato in italiano da Natale Ciravolo e Andrea Lala.
Nativo dell'Iowa, Kirk è l'ufficiale comandante dell'Enterprise.
- Spock, interpretato da Leonard Nimoy (stagioni 1-3), doppiato in italiano da Paride Calonghi, Silvano Piccardi e Giancarlo Padoan.
Ufficiale scientifico, un extraterrestre figlio della terrestre Amanda Grayson e del Vulcaniano Sarek. In quanto primo ufficiale, è secondo in comando dopo Kirk.
- Leonard McCoy, soprannominato Bones (da sawbones, ‘segaossa’), interpretato da DeForest Kelley (stagione 1-3), doppiato in italiano da Raffaele Fallica ed Enzo Consoli.
È l'ufficiale medico capo dell'Enterprise. Americano della Georgia, è spesso il contraltare emotivo all'eccesso di razionalità e logicità di Spock, con il quale si trova talora filosoficamente in disaccordo.
- Montgomery Scott, interpretato da James Doohan (stagioni 1-3), doppiato in italiano da Enrico Carabelli e Diego Reggente.
Scozzese di Aberdeen, con il grado di tenente comandante è l'ingegnere capo nonché secondo ufficiale, quindi terzo in comando dell'Enterprise dopo Kirk e Spock.
- Nyota Uhura, interpretata da Nichelle Nichols (stagioni 1-3), doppiata in italiano da Maria Teresa Letizia, Adele Pellegatta e Anna Marchesini.
È l'ufficiale addetta alle comunicazioni. Nativa degli Stati Uniti d'Africa, è di etnia swahili, che è anche la sua lingua madre.
- Hikaru Sulu, interpretato da George Takei (stagioni 1-3), doppiato in italiano da Ruggero De Danidos, Ruggero Dondi, Bruno Slaviero (ep. 2x01) e da Paolo Turco.
Timoniere dell'Enterprise, è un nisei, americano della California di genitori giapponesi.
- Pavel Chekov, interpretato da Walter Koenig (stagioni 2-3), doppiato in italiano da Claudio Beccari e Luca Ward.
È l'ufficiale addetto alle operazioni nonché il navigatore della nave. Nell'originale viene interpretato con un marcato accento che tradisce la sua origine russa.
- Christine Chapel, interpretata da Majel Barrett (stagioni 1-3), doppiata in italiano da Laura Rizzoli, Valeria Falcinelli, Rosetta Salata, Lidia Costanzo, Maria Teresa Letizia, Silvana Fantini, Angela Cicorella, Liliana Sorrentino e Piera Vidale.
È l'infermiera capo di bordo, assistente di McCoy. È attratta da Spock, benché non sia chiaro se quest'ultimo ne sia a conoscenza. L'attrice è anche la voce femminile del computer di bordo.

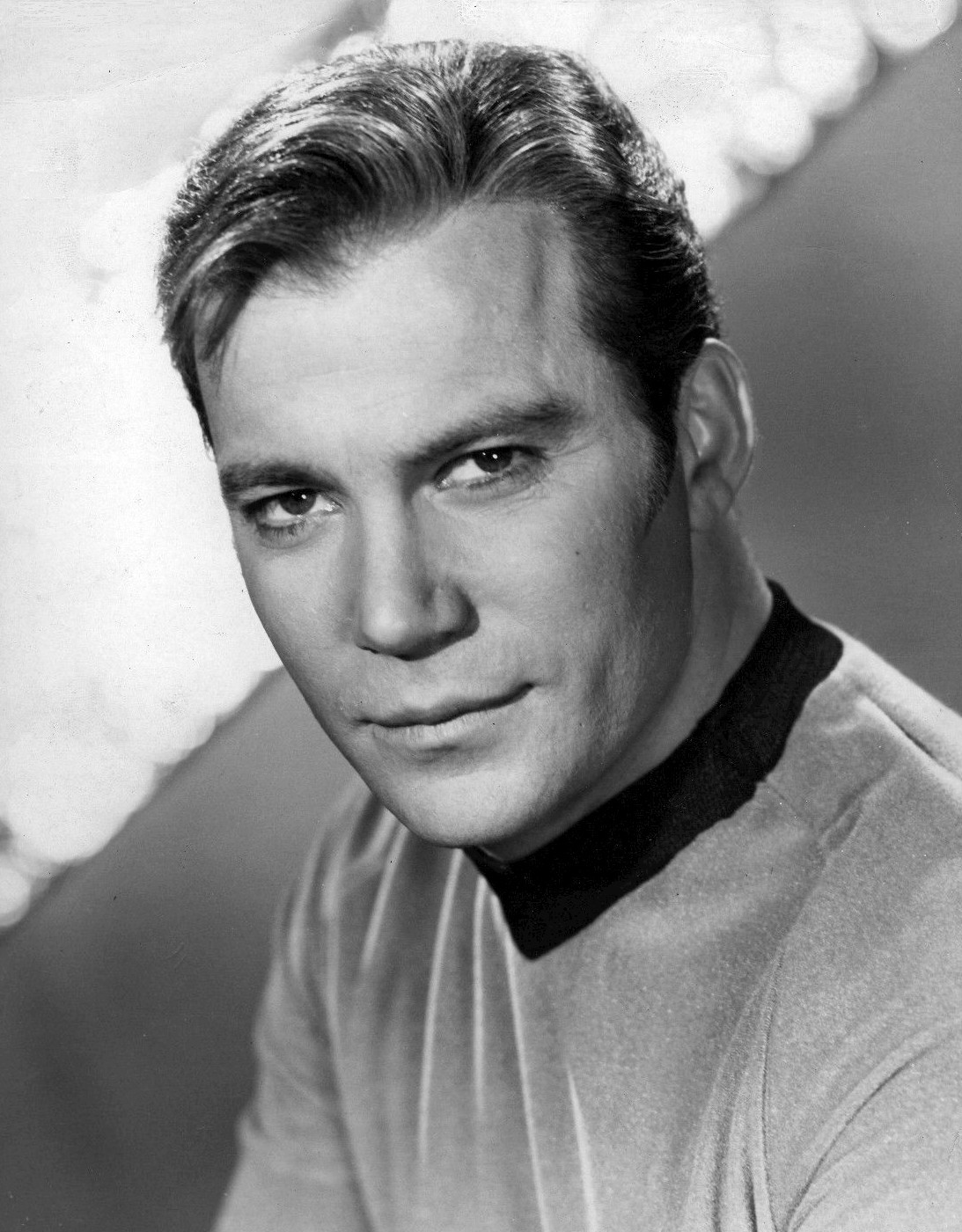
William Shatner (James T. Kirk)
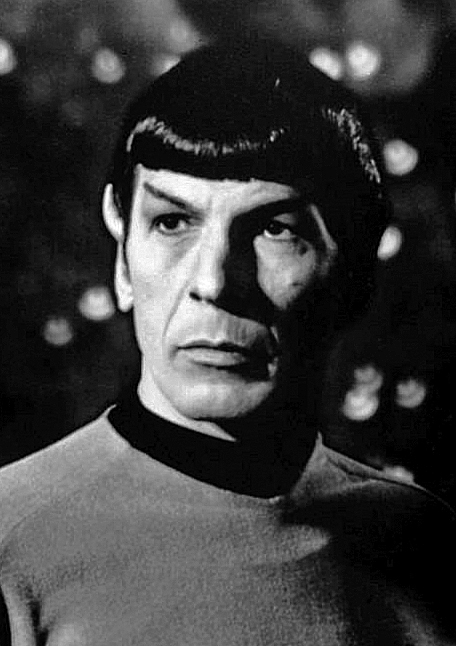
Leonard Nimoy (Spock)
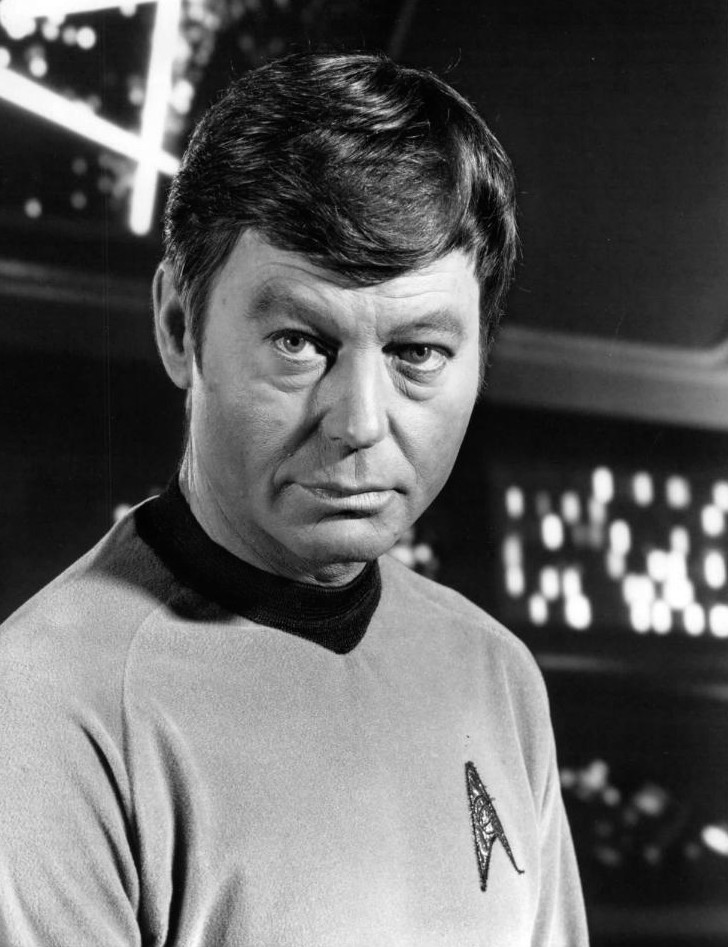
DeForest Kelley (dr. McCoy)
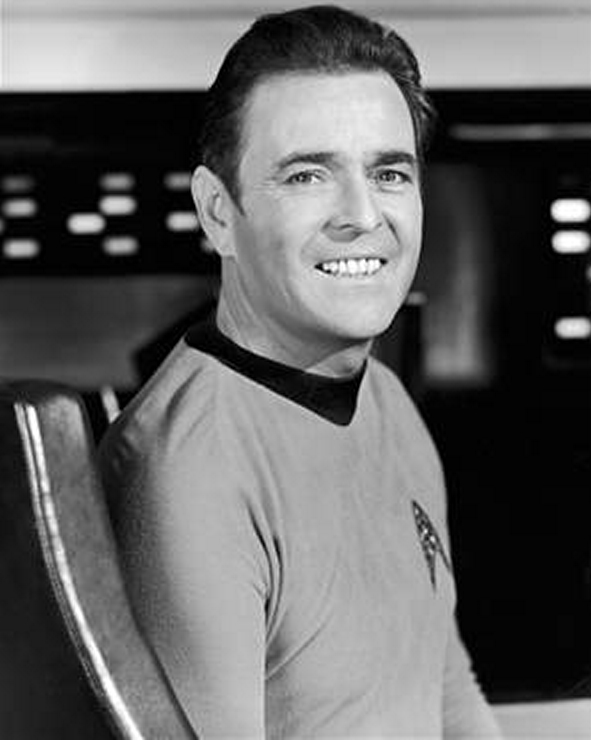
James Doohan (Montgomery Scott)
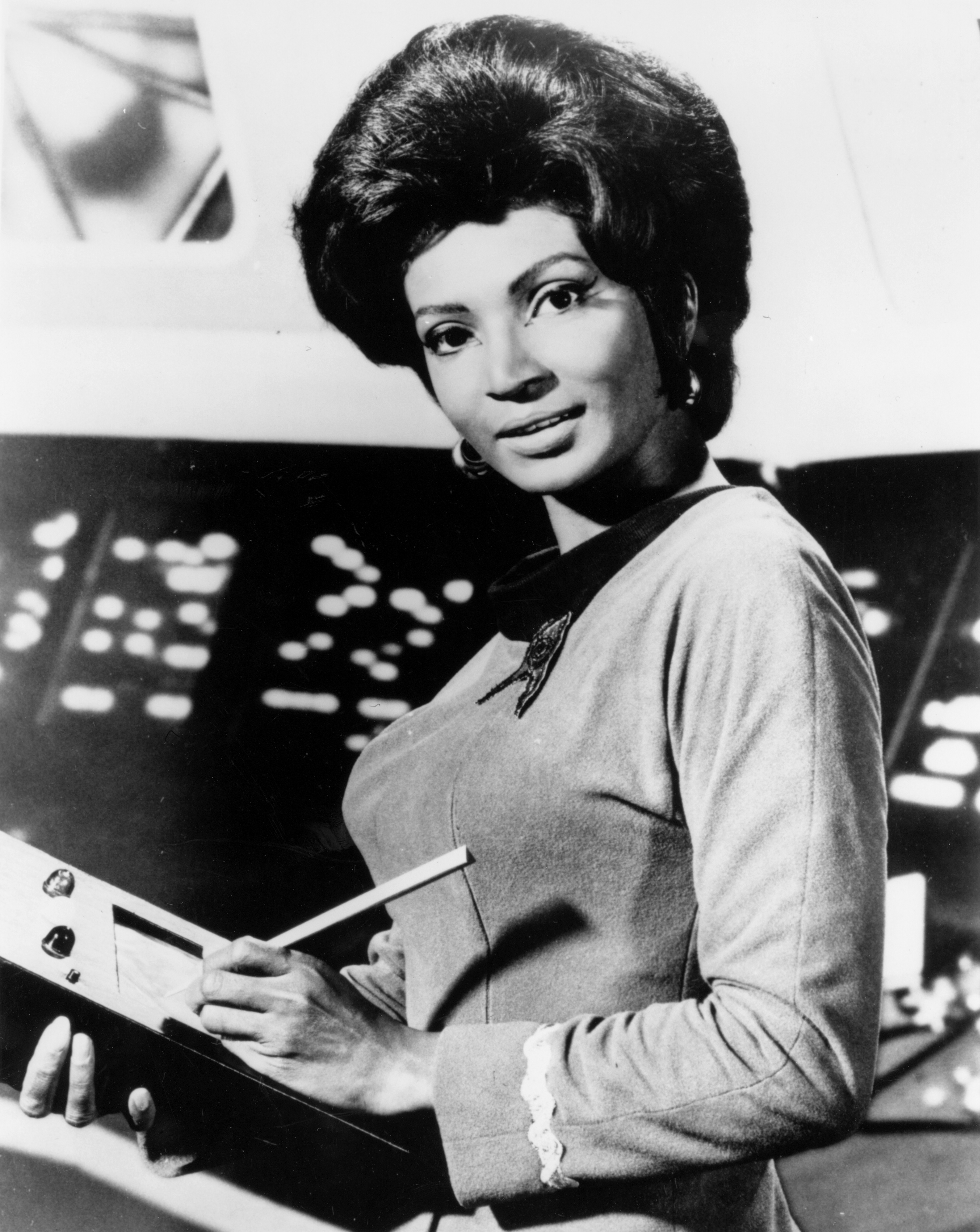
Nichelle Nichols (Uhura)
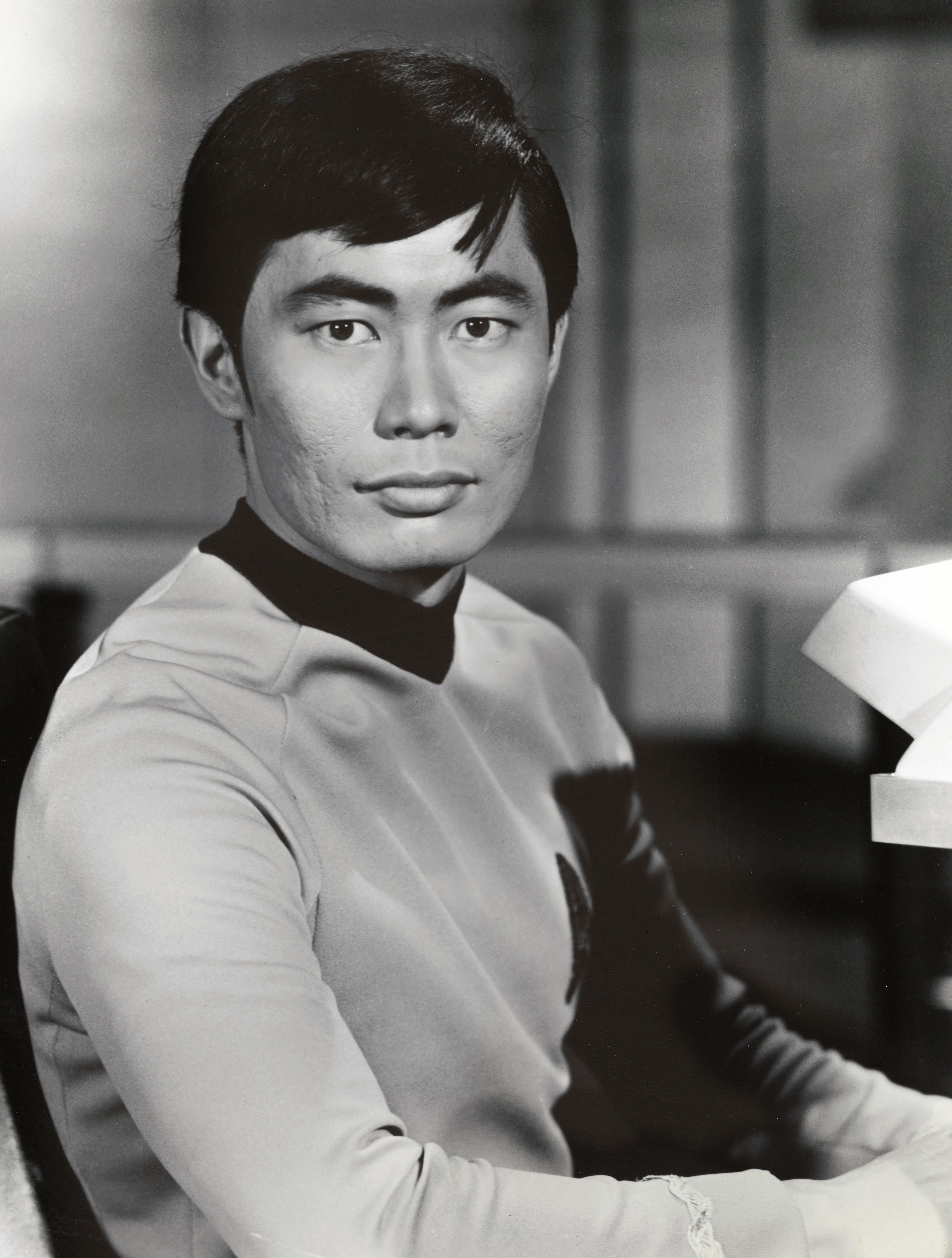
George Takei (Sulu)
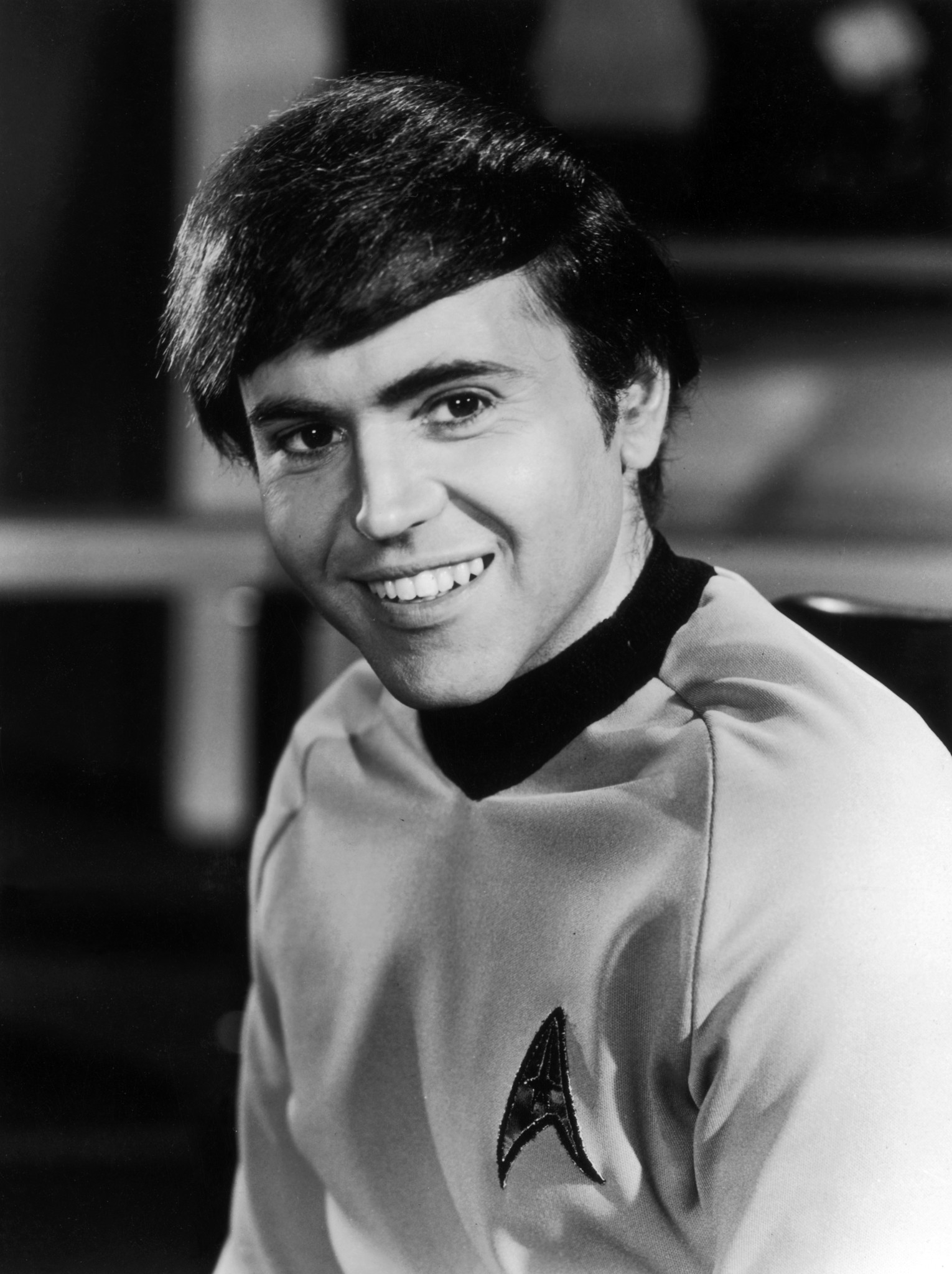
Walter Koenig (Chekov)
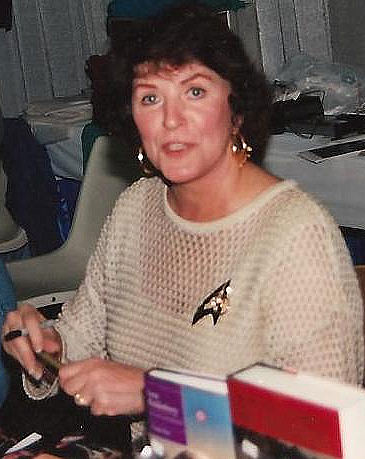
Majel Barrett (infermiera Chapel)

## Specie
La serie introduce numerose specie aliene che diverranno caratteristiche del franchise, quali ad esempio i Vulcaniani a cui appartiene l'ufficiale scientifico Spock, una specie amica degli umani e tra i quattro fondatori della Federazione dei Pianeti Uniti assieme ad Andoriani, Tellariti e gli stessi umani. O ancora come i Klingon, storici avversari della Federazione, costituiti da un popolo di fieri guerrieri la cui ragione d'esistenza è la guerra e la lotta e che, durante gli anni della guerra fredda, hanno rappresentato una metafora del "pericolo russo" rappresentato dall'Unione Sovietica. O ancora i Romulani, altro nemico storico della Federazione, rappresentato da una razza aliena discendente dagli stessi Vulcaniani e fisicamente identici a loro, ma che hanno rinunciato alla disciplina della soppressione dei sentimenti e hanno costruito un potente impero militare. O ancora i Gorn, sorta di grosse lucertole umanoidi, dotate di una forza superiore, temuti per la loro aggressività e ferocia, una delle razze aliene maggiormente iconiche e rappresentative dell'universo di Star Trek, utilizzate anche al di fuori del franchise come riferimento allo stesso o come simbolo di minaccia.

## Astronavi

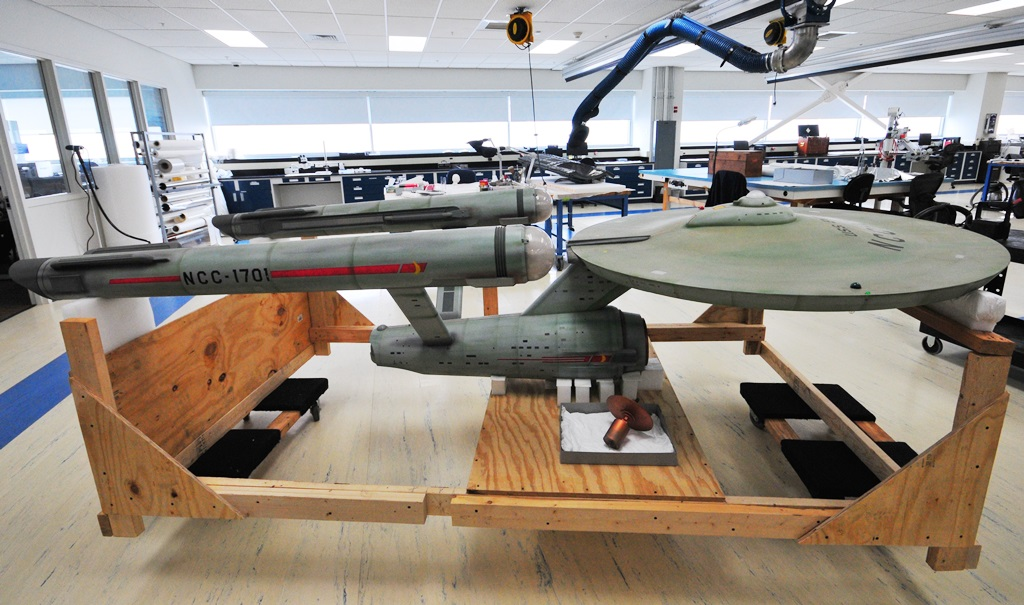
Il modellino della USS Enterprise NCC-1701 utilizzato nella serie

## Distribuzione

### Trasmissione originale
La serie esordì negli Stati Uniti, paese di produzione, l'8 settembre 1966 sul canale televisivo NBC, sebbene la prima puntata fosse già stata trasmessa due giorni prima, il 6 settembre, dal network canadese CTV. Trasmessa per tre stagioni televisive successive, si concluse, dopo 79 episodi, il 3 giugno 1969.
La prima trasmissione in lingua italiana risale al 1º maggio 1979 su Telemontecarlo (sottotitolata Destinazione cosmo), ma l'emittente estera non aveva una copertura adeguata sulla penisola italiana. La serie divenne dunque nota al grande pubblico in Italia soprattutto un anno più tardi, con l'uscita del film omonimo di Robert Wise e la diffusione attraverso le televisioni locali del telefilm a partire dall'estate del 1980.

### Home video Italia
La prima edizione home video in VHS fu distribuita fra il 1994 e il 1997 a cura della Paramount CIC Video. Rispetto all'edizione DeA, nella cui occasione le VHS erano fornite di semplici copertine in cartone, le VHS della CIC furono corredate di custodie standard in plastica trasparente. Successivamente la serie è stata distribuita in VHS dalla De Agostini, in collaborazione con Paramount, con la raccolta Star Trek Collection.
Nel 2005 la Paramount ha distribuito in Italia tre cofanetti DVD, ognuno contenente una stagione. Nel 2006 il settimanale Panorama (Arnoldo Mondadori Editore) ha pubblicato in allegato alla rivista tutte le tre stagioni. Si tratta di una riedizione del cofanetto originale Paramount con confezione in DVD slim e cofanetto in omaggio.

### Versione rimasterizzata
Nel 2006 la CBS, detentrice dei diritti televisivi dell’intero franchise, tornò ai master originali di tutte e tre le stagioni, ripulendoli sia video che audio e aggiunse nuovi effetti creati in CGI. Particolare attenzione è stata data a elementi come l'Enterprise, i pianeti alieni e le loro immagini rappresentate dallo spazio, i pianeti visti dall'orbita, i veicoli spaziali alieni e la tecnologia come i display dei computer, le immagini dello schermo e i raggi phaser.
Il restauro e il miglioramento sono stati eseguiti da CBS Digital. Tutti i filmati live-action sono stati scansionati in alta definizione dai suoi elementi di pellicola 35 mm di prima generazione. Sebbene fosse possibile ritoccare e rimasterizzare alcuni effetti visivi, tutte le nuove inquadrature esterne della nave, dello spazio e del pianeta sono state ricreate sotto la supervisione Niel Wray.
Anche la sigla di apertura è stata ri-registrata in stereo digitale.
La versione Remastered è andata in onda nel 2006 in syndication. Nel 2017 sono usciti i cofanetti Blu-Ray delle tre stagioni con la possibilità di vedere la serie in originale o nella versione Remastered.

## Accoglienza
Gene Roddenberry ha vinto un premio Hugo speciale per Star Trek nel 1968. Due episodi hanno ricevuto premi Hugo alla miglior presentazione drammatica (Best Dramatic Presentation) e Harlan Ellison ha vinto per la sceneggiatura di un episodio il premio Writers Guild of America. La serie ha inoltre ricevuto il premio NAACP Image nel 1967 dalla National Association for the Advancement of Colored People per onorare il contributo delle persone di colore nei media e il TV Land Award alla cultura popolare nel 2003.
Tutti e sette gli attori che interpretavano i ruoli principali hanno ottenuto una loro stella nella Hollywood Walk of Fame (l'ultimo è stato Walter Koenig nel 2012).
Nonostante si appresti a compiere sessant'anni, la serie originale continua ad essere apprezzata dalla critica: su Rotten Tomatoes, sito aggregatore di recensioni, quelle positive sono l'80% di 42 con un voto medio di 7.90/10. L'altro noto sito di recensioni, Metacritic, non ha ancora recensioni professionali, ma quelle degli utenti sono largamente positive (voto medio 8.2/10).

## Riconoscimenti (parziale)
- Premio Hugo[10]
  - 1968 - Premio speciale a Gene Roddenberry
- National Association for the Advancement of Colored People
  - 1967 - Premio NAACP Image
- TV Land Award
  - 2003 - Premio alla cultura popolare
- Writers Guild of America
  - 1968 - Miglior serie drammatica per l'episodio Uccidere per amore
  - 1968 - Candidatura alla miglior serie drammatica per l'episodio Il ritorno degli arconti
  - 1969 - Candidatura alla miglior serie drammatica per l'episodio Ritorno al domani

## Opere derivate
Malgrado il successo della serie originale, in larga parte postumo, non fu possibile girare un seguito per il piccolo schermo con lo stesso cast. Una serie di fantascienza aveva, all'epoca, un costo di produzione superiore a quello di altri tipi di telefilm (come ad esempio le sitcom), a causa delle scenografie e degli effetti speciali.
Nel 1973-1974 fu prodotta una serie animata omonima che presentava gli stessi personaggi, doppiati dai medesimi attori. Un progetto per una nuova serie di telefilm del 1978, che avrebbe dovuto chiamarsi Star Trek: Phase II, fu invece interrotto poche settimane prima dell'inizio delle riprese. Il grande successo del film Guerre stellari (1977) aveva nel frattempo convinto i produttori a puntare sul cinema piuttosto che sulla televisione. Le avventure del capitano Kirk e dei suoi uomini dell'equipaggio originale dell'Enterprise proseguirono così sul grande schermo a partire dal 1979, con un primo film intitolato sempre Star Trek (Star Trek: The Motion Picture) e cinque successive pellicole, le prime di una lunga e fortunata serie cinematografica; nel 1982 uscì Star Trek II - L'ira di Khan (Star Trek II: The Wrath of Khan); nel 1984 Star Trek III - Alla ricerca di Spock (Star Trek III: The Search for Spock); nel 1986 Rotta verso la Terra (Star Trek IV: The Voyage Home); nel 1989 Star Trek V - L'ultima frontiera (Star Trek V: The Final Frontier) e nel 1991 Rotta verso l'ignoto (Star Trek VI: The Undiscovered Country). Nel 1994 viene inoltre distribuito il film Generazioni (Star Trek: Generations), in cui l'equipaggio di Kirk lascia il posto a quello della serie The Next Generation.
Gli spettatori televisivi hanno dovuto invece attendere un ventennio e un cast completamente rinnovato per vedere un nuovo telefilm di Star Trek, Star Trek: The Next Generation (1987-1994), il cui successo ha rinnovato la fama della serie originale. Questo ha in seguito permesso la produzione di ulteriori tre serie: Star Trek: Deep Space Nine (1993-1999), Star Trek: Voyager (1995-2001), Star Trek: Enterprise (2001-2005), ognuna caratterizzata da un diverso cast di interpreti. Dal 2017 va in onda un nuovo gruppo di serie televisive live-action dell'universo espanso: Star Trek: Discovery (2017-2024), Star Trek: Picard (2020-2023), Star Trek: Strange New Worlds (2022-in corso). A queste si sono affiancate le due serie animate Star Trek: Lower Decks (2020-in corso) e Star Trek: Prodigy (2021-in corso), oltre alle serie antologiche Star Trek: Short Treks (2018-2020), Star Trek Logs (2021-in corso), Star Trek: Very Short Treks (2023).
Dal 2009 è stata inoltre resuscitata la serie cinematografica per opera di J. J. Abrams, che ha dato vita a una nuova saga ambientata nel XXIII secolo, in una linea temporale alternativa detta Kelvin Timeline, interpretata dall'equipaggio della serie classica. Questa nuova serie di film vede i titoli: Star Trek (Star Trek, 2009), Into Darkness - Star Trek (Star Trek Into Darkness, 2013) e Star Trek Beyond (2016).

## Influenza culturale

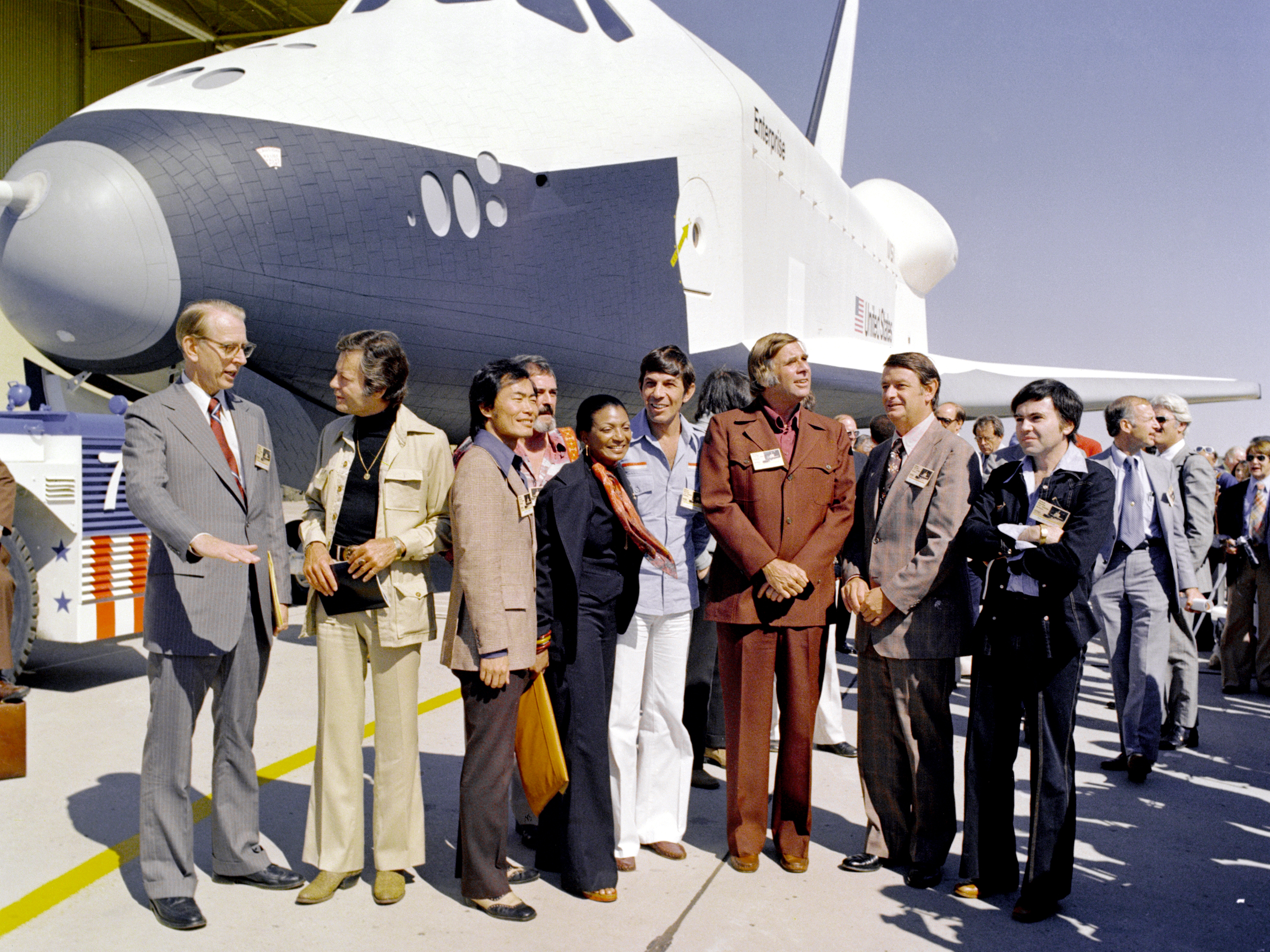
Lo Space Shuttle Enterprise esce dagli stabilimenti di Palmdale con i membri del cast di Star Trek. Da sinistra a destra: dott. James D. Fletcher, amministratore della NASA, DeForest Kelley, George Takei, James Doohan, Nichelle Nichols, Leonard Nimoy, Gene Roddenberry e Walter Koenig

Star Trek è stato fonte di ispirazione per scienziati e ricercatori. La prima navetta Space Shuttle della NASA fu battezzata Enterprise in onore dell'astronave della serie ideata da Roddenberry.
La serie ha anticipato molti oggetti tecnologici che solamente a decine di anni di distanza sono diventati di uso quotidiano (tra questi porte automatiche, minidischi, telefoni satellitari, computer palmari) e ha introdotto nell'immaginario collettivo molte altre possibilità futuribili: il teletrasporto, i viaggi più veloci della luce e quelli nel tempo sono oggetto di autentiche ricerche scientifiche. Il teletrasporto è introdotto nella serie come artificio scenico onde evitare sequenze di atterraggio dell'astronave, che avrebbero comportato costi per un ulteriore studio fotografico e modellistico. Secondo le attuali ricerche l'idea di teletrasporto come presentato in Star Trek è ritenuta improbabile già nella fase iniziale del processo, sebbene costituisca una possibilità teorica ammessa sia dalla meccanica quantistica (Teletrasporto quantistico) sia dalla teoria della relatività generale (Ponte di Einstein-Rosen).
Seppure nel contesto leggero in cui il telefilm è ambientato, in vari episodi gli autori hanno affrontato temi sociali importanti, se si pensa alle battaglie sociali in corso negli Stati Uniti degli anni sessanta, quando il telefilm è andato in onda per la prima volta; di primaria importanza il tema del razzismo e della comprensione tra i popoli, affrontato in vari episodi ma anzitutto nella composizione del cast, che vede tra i protagonisti un personaggio scozzese (Scott), un russo (Chekov, in piena guerra fredda), un giapponese (Sulu), addirittura un alieno (Spock) e un'africana (Uhura), la prima donna di colore a figurare in un ruolo di comando nella storia della televisione statunitense. L'attrice Nichelle Nichols, che era intenzionata ad abbandonare la serie dopo la prima stagione per dedicarsi al teatro e ai musical, fu convinta a rimanere da Martin Luther King in persona. La stessa interprete di Uhura è anche ricordata per essere stata protagonista, assieme al capitano Kirk, di uno dei primi baci interrazziali nella storia della televisione negli USA, nel 1968 (episodio Umiliati per forza maggiore). Questo e altri episodi della serie non furono trasmessi dalla britannica BBC perché ritenuti inadatti a un pubblico di minori.
Il teorico della fantascienza e dei media Alan N. Shapiro ha affermato che "i principi base di Star Trek sono una summa della filosofia, della letteratura, delle teorie politiche e scientifiche degli ultimi 250 anni a partire dalle rivoluzioni francesi e americane. Io definisco Star Trek l'erede e il protettore delle nostre migliori tradizioni intellettuali e dei nostri tesori culturali."